# Ferganocephale
Ferganocephale ist eine nur durch einzelne Zähne bekannte Gattung von Vogelbeckensauriern (Ornithischia), möglicherweise aus der Gruppe der Pachycephalosauria. Einzige beschriebene Art ist F. adenticulatum.
Die Zähne zeigen starke Abnutzungsspuren und sind darum nicht leicht zu deuten. Die Erstbeschreiber identifizierten Ferganocephale als Pachycephalosaurier, unter anderem aufgrund des Cingulums (ein am Zahnhals gelegener Wulst aus Zahnschmelz), asymmetrischer Zahnkronen und unterschiedlicher Zahntypen (Heterodontie). Andere Autoren wie Robert Sullivan bezweifeln diese Zugehörigkeit, halten die Funde aber für zu spärlich für eine systematische Zuordnung und führen sie als nomen dubium.
Die Funde wurden in der Balabansai-Formation im kirgisischen Teil des Ferghanatales entdeckt und 2005 erstbeschrieben. Der Gattungsname leitet sich vom Fundort und dem griechischen kephale (=„Kopf“), einem häufigen Namensbestandteil bei Pachycephalosauriern, ab. Einzig bekannte Art ist F. adenticulatum. Die Funde werden in den Mittleren Jura (Callovium), auf ein Alter von rund 166 bis 163 Millionen Jahre datiert.
Wenn Ferganocephale zu den Pachycephalosauria zählt, ist er der einzige aus dem Jura bekannte und somit älteste Vertreter dieser Gruppe. Abgesehen von ebenfalls umstrittenen Funden (Stenopelix und Yaverlandia) aus der Unterkreide, sind diese Dinosaurier ansonsten nur aus der Oberkreide belegt.